# Sierra de arco

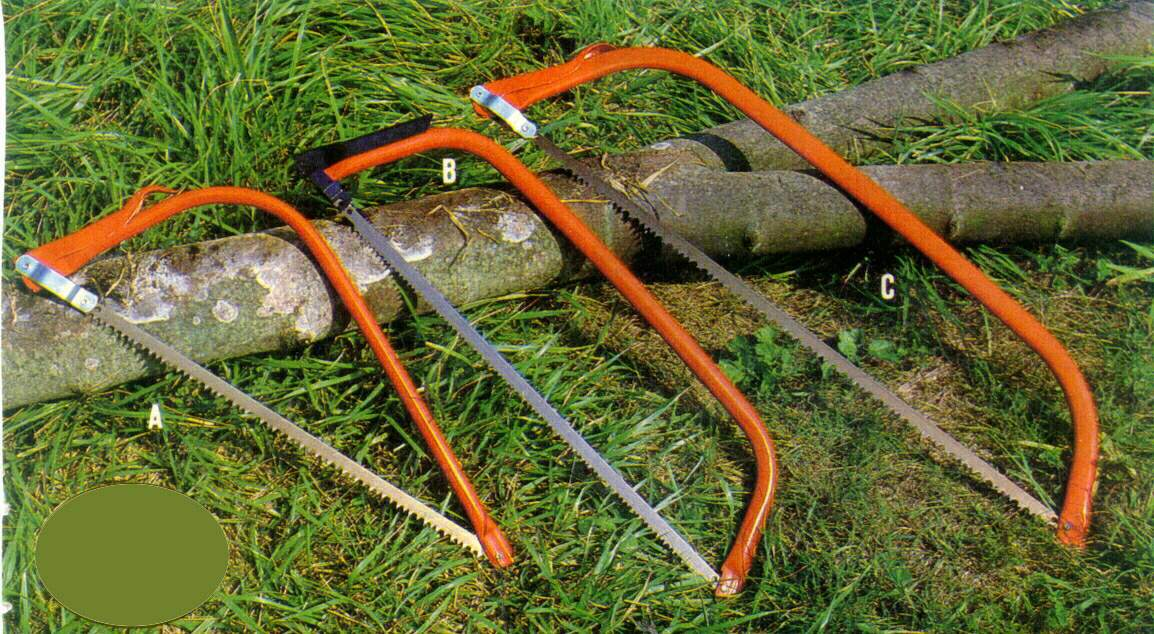
Sierras de arco modernas

Una sierra de arco moderna es una sierra de corte transversal enmarcada con metal en forma de arco con una hoja ancha y gruesa. Este tipo de sierra también se conoce como sierra sueca o sierra Finn 

## Descripción

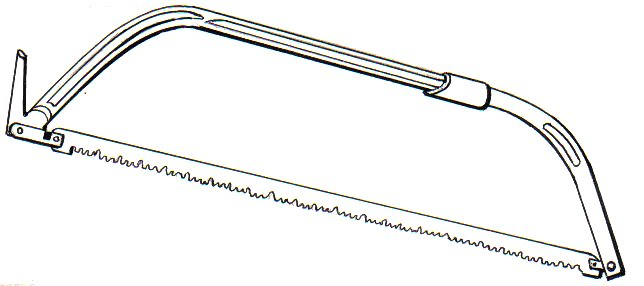
Dibujo de sierra de arco

Es una herramienta con dientes anchos que se puede utilizar para cortar ramas o troncos de hasta unas 6 pulgadas (15,2 cm) de diámetro. El nombre de "sierra sueca" deriva de la versión de marco tubular de metal ovalado, inventada en los años veinte por la compañía sueca Sandvikens Jernverk, y de patentes adicionales para los dos inmigrantes suecos en EE. UU.. Todas las versiones modernas comparten estas características comunes.

## Sierra de arco clásica

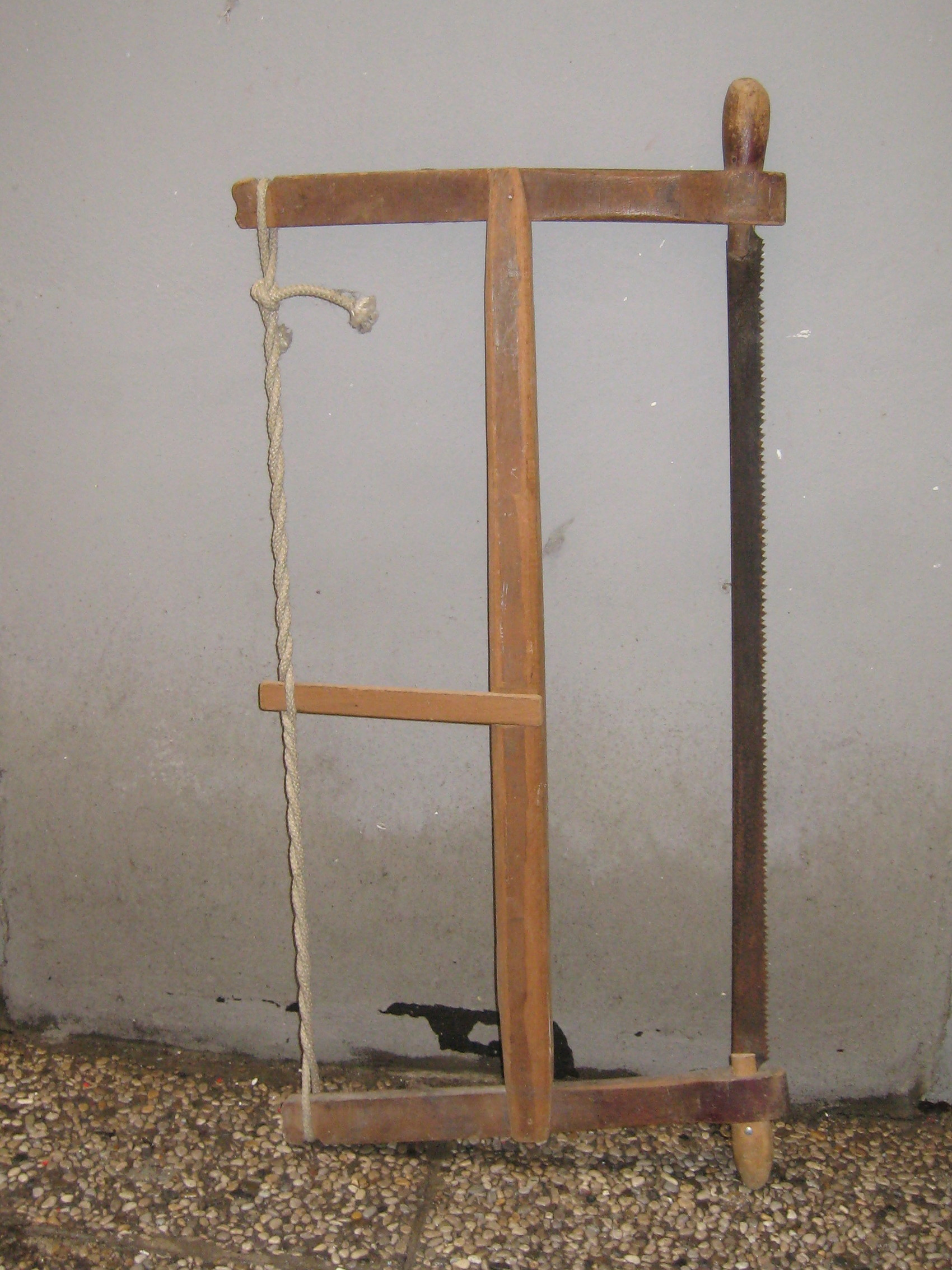
Sierra de arco tradicional

Tradicionalmente, una sierra de arco era una herramienta para serrar madera que se utilizaba para cortes rectos o curvados. Una sierra de arco clásica es un tipo de sierra de marco. Su fina hoja se mantiene en tensión mediante un marco. En el vocabulario clásico denota una hoja dentada suspendida entre dos largas asas estrechas que están apoyadas y separadas por una barra longitudinal en el centro de las asas, formando una forma de H ancha (las asas forman los montantes de la H, la barra en el larguero de la H). La hoja se mantiene en tensión con un cordón trenzado (tensor) que corre paralelo a la hoja entre las dos asas pero en el lado opuesto del marco. El cordón (o cable) se utiliza para torcer con una palanca fijada a un bucle del mismo haciendo que aumente la tensión. La palanca topa contra la barra longitudinal impidiendo que el cordón se destensa. Una versión más fina de la sierra, que es más grande que una sierra de marquetería, utiliza una hoja estrecha de 1/4 de pulgada (1 cm)  o menos, con asas que permiten al usuario sujetar la sierra y girar la hoja. .
La sierra de arco clásica se utilizó tanto en la antigua China como el período helenístico y se desarrolló a partir de sierras anteriores.
El término "sierra de arco" o "arco" también se ha aplicado a la sierra de metales utilizada por los cerrajeros